# Loxostege angustipennis
Loxostege angustipennis is een vlinder uit de familie van de grasmotten (Crambidae), uit de onderfamilie van de Pyraustinae. De wetenschappelijke naam van deze soort is voor het eerst voorgesteld als Titanio angustipennis door Hans Zerny in een publicatie uit 1914.
De soort komt voor in China (Tiensjan, Lob Nuur).